# Pagyda retractilinea
Pagyda retractilinea là một loài bướm đêm trong họ Crambidae.